# Overblijven (album)
Overblijven is het negende Nederlandstalige studioalbum van Herman van Veen, verschenen op dubbel LP in 1977. 

## Nummers
| Nr. | Titel                    | Schrijver(s)                                       | Duur |
| --- | ------------------------ | -------------------------------------------------- | ---- |
| 1.  | Wiegeliedje 1            |                                                    | 2:00 |
| 2.  | Hoe dikwijls             | Erik van der Wurff, Herman van Veen, Rob Chrispijn | 3:01 |
| 3.  | In het midden            |                                                    | 6:10 |
| 4.  | Prikkeldraad delen no. 5 |                                                    | 1:28 |
| 5.  | Afscheid van de man      |                                                    | 3:00 |
| 6.  | De fiere pinksterbloem   |                                                    | 0:25 |

| Nr. | Titel            | Schrijver(s)                   | Duur |
| --- | ---------------- | ------------------------------ | ---- |
| 1.  | Hebben en houwen | Herman van Veen, Rob Chrispijn | 2:37 |
| 2.  | Omaatje          |                                | 3:55 |
| 3.  | Na 9 maanden     |                                | 2:17 |
| 4.  | Pudding          |                                | 3:08 |
| 5.  | Diane            |                                | 4:35 |
| 6.  | Wiegeliedje 2    |                                | 1:00 |

| Nr. | Titel                    | Schrijver(s)                   | Duur |
| --- | ------------------------ | ------------------------------ | ---- |
| 1.  | Vroeger moest ik         |                                | 2:32 |
| 2.  | Voor altijd              |                                | 3:15 |
| 3.  | Dovemansoren             | Herman van Veen, Rob Chrispijn | 3:19 |
| 4.  | Stokrozen                |                                | 3:25 |
| 5.  | Dyaethyl                 |                                | 2:49 |
| 6.  | Prikkeldraad delen no. 2 |                                | 1:34 |
| 7.  | Tijn                     |                                | 1:48 |

| 1.                   | Kunst               |  | 3:09 |
| 2.                   | Stilleven           |  | 3:53 |
| 3.                   | Pinksterblom        |  | 2:10 |
| 4.                   | Dan bel je mij toch |  | 3:31 |
| 5.                   | In de wieg gelegd   |  | 2:25 |
| 6.                   | Wiegeliedje 3       |  | 1:24 |
| Totale duur: 1:09:40 |                     |  |      |